# Plicofollis platystomus
Plicofollis platystomus är en fiskart som först beskrevs av Day, 1877.  Plicofollis platystomus ingår i släktet Plicofollis och familjen Ariidae. IUCN kategoriserar arten globalt som livskraftig. Inga underarter finns listade i Catalogue of Life.